# Gerichtsamt Stolpen
Das Gerichtsamt Stolpen war in den Jahren zwischen 1856 und 1874 die unterste Verwaltungseinheit und von 1856 bis 1879 nach der Abschaffung der Patrimonialgesetzgebung im Königreich Sachsen Eingangsgericht. Es hatte seinen Amtssitz in der Stadt Stolpen.

## Geschichte
Nach dem Tod des sächsischen Königs Friedrich August II. wurde unter der Regierung von dessen Nachfolger König Johann nach dem Vorbild anderer Staaten des Deutschen Bundes die Abschaffung der Patrimonialgesetzgebung verordnet. An die Stelle der bisher im Königreich Sachsen in Stadt und Land vorhandenen Gerichte der untersten Instanz traten die zentral gelegenen Bezirksgerichte und Gerichtsämter in nahezu allen größeren Städten. Die Details der Verwaltungsreform regelten das sächsische Gerichtsverfassungsgesetz vom 11. August 1855 und die Verordnung über die Bildung der Gerichtsbezirke vom 2. September 1856.
Stichtag für das Inkrafttreten der neuen Behördenstruktur im Königreich Sachsen war der 1. Oktober 1856. Aufgelöst wurde das Justizamt Stolpen. Das neugebildete Gerichtsamt Stolpen unterstand dem Bezirksgericht Pirna. Sein Gerichtsbezirk umfasste Stolpen mit Burglehn und Rothendorf, Altstadt, Bühlau, Dittersbach, Dobra, Dürrröhrsdorf, Elbersdorf mit Kleinelbersdorf, Fischbach mit neuer Schenke, Großdrebnitz, Helmsdorf (Nieder- und Ober-), Kleindrebnitz, Langenwolmsdorf mit Freigut und wüste Mark Luschdorf, Lauterbach, Neudörfel, Porschendorf, Rennersdorf mit Kleinrennersdorf, Rückersdorf, Schmiedefeld mit Kleinschmiedefeld, Seeligstadt, Wilschdorf und das Altstädter, Fischbacher und Seeligstädter Forstrevier.
Nach der Neustrukturierung der Gerichtsorganisation gemäß dem Gesetz über die Organisation der Behörden für die innere Verwaltung vom 21. April 1873 gingen die Verwaltungsbefugnisse der Gerichtsämter 1874 auf die umgestalteten bzw. neu gebildeten Amtshauptmannschaften über.
Seitdem das bisherige königliche Gericht als königliches Gerichtsamt bezeichnet wurde, führte sein Vorstand den Titel Gerichtshauptmann.
Die Verwaltungsaufgaben des Gerichtsamtes Stolpen wurden im Zuge der Neustrukturierung der sächsischen Gerichtsorganisation gemäß dem Gesetz über die Organisation der Behörden für die innere Verwaltung vom 21. April 1873 in die im Jahre 1874 neugeschaffene Amtshauptmannschaft Pirna mit Sitz in der Stadt Pirna integriert.
Das Gerichtsamt Stolpen wurde 1879 auf Grund des Gesetzes über die Bestimmungen zur Ausführung des Gerichtsverfassungsgesetzes im Deutschen Reich vom 27. Januar 1877 und des Gesetzes über die Zuständigkeit der Gerichte in Sachen der nichtstreitigen Gerichtsbarkeit vom 1. März 1879 durch das neu gegründete Amtsgericht Stolpen abgelöst.

## Gerichtsgebäude

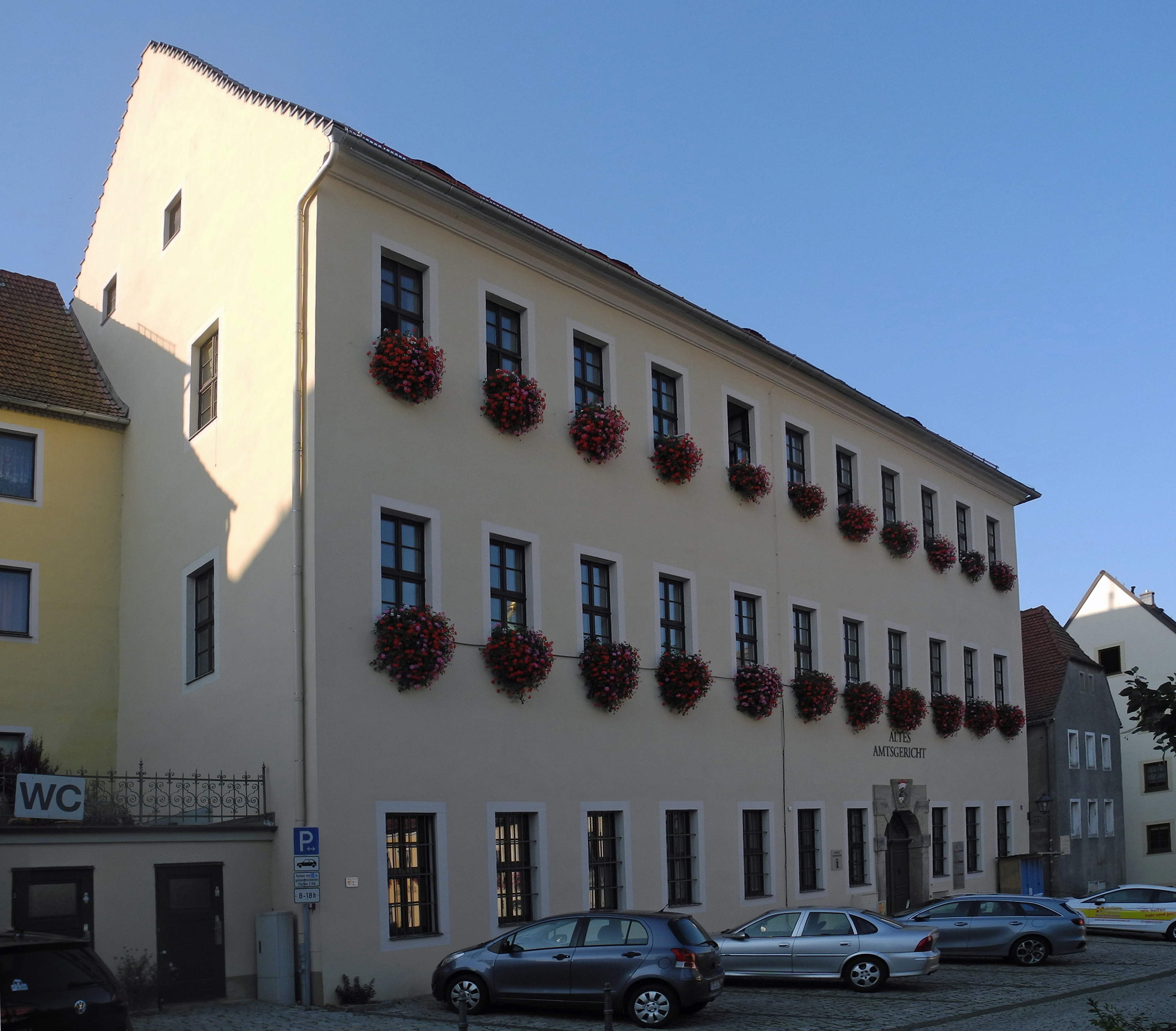
Gerichtsgebäude

Das Amtsgericht nutzte das um 1680 erbaute Gerichtsgebäude (Markt 26). Es handelt sich um einen platzbildbeherrschenden Bau mit Rundbogenportal und Wappen. Es ist ortsgeschichtlich und baugeschichtlich von Bedeutung und steht daher unter Denkmalschutz.